# Ceradenia fucoides
Ceradenia fucoides är en stensöteväxtart som först beskrevs av Christ, och fick sitt nu gällande namn av Luther Earl Bishop. Ceradenia fucoides ingår i släktet Ceradenia och familjen Polypodiaceae. Inga underarter finns listade.